# 戈里格利亞季
48°52′32″N 25°8′53″E / 48.87556°N 25.14806°E

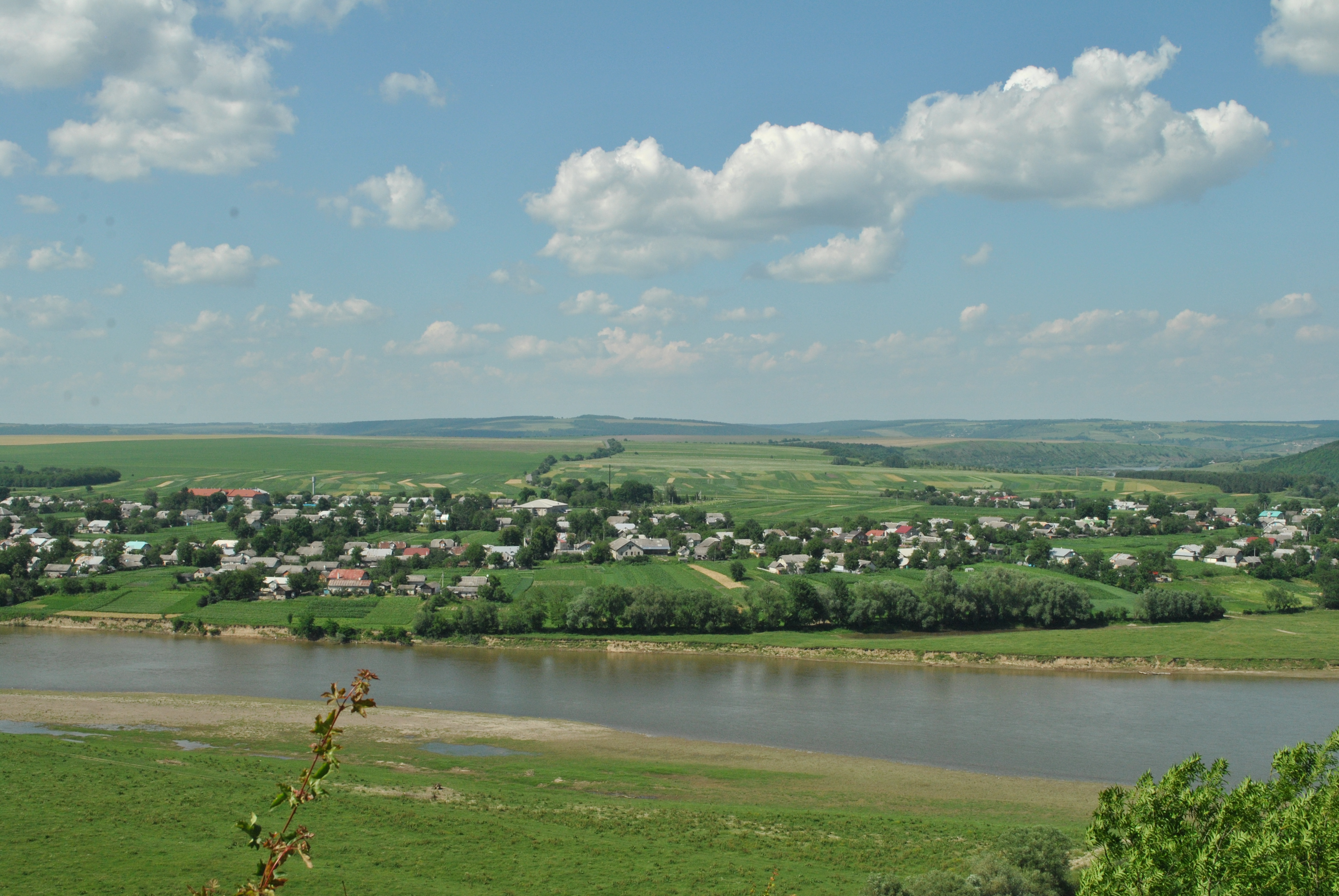

戈里格利亞季（烏克蘭語：Горигляди）是位於烏克蘭西部特諾皮爾州裏喬爾特基夫區的村莊，始建於1421年，面積3.43平方公里，2001年人口1,220，人口密度每平方公里355.4人。